# وابصة بن معبد الأسدي

## سيرته
هو الصحابي الجليل وابصة بن معبد بن عتبة، ويكنى: أبو سالم، أبو الشعثاء، أبو سعيد سكن في الكوفة، ثم تحول إلى الرقة، وكان لوابصة أربع أبناء هم: سالم وعمر وعتبة وعبد الرحمن

## نسبه وصفاته
هو وابصة بن معبد بن مالك بن عبيد الأسدي بن أسد بن خزيمة قاله أبو عمر، وقال ابن منده وأبو نعيم وابصة بن معبد بن عتبة بن الحارث بن مالك بن الحارث بن بشير بن كعب بن سعد بن الحارث بن ثعلبة بن دودان بن أسد بن خزيمة الأسدي، كان كثير البكاء لا يملك دمعته، قال أيوب بن مكرز: كان وابصة يجالس الفقراء ويقول: هم إخواني على عهد رسول الله ﷺ

## فضله
وفد على النبي ﷺ سنة تسع وروى عن النبي ﷺ وعن ابن مسعود وأم قيس بنت محصن وغيرهم، وروى عنه ولداه سالم وعمر وزر بن حبيش وشداد مولى عياض وراشد بن سعد وزياد بن أبي الجعد وغيرهم، ونزل الجزيرة فروى أبو علي الحراني في تاريخ الرقة من طريق عبيد الله بن عمرو الرقي حدثني أبو عبد الله الرقي وكان من أعوان عمر بن عبد العزيز «قال بعث معي عمر بمال وكتب إلى وابصة يبعث معي بشرط يكفون الناس عني وقال لا تفرقه إلا على نهر جار فإني أخاف أن يعطشوا قال أبو علي ولا أظن هذا إلا وهما لأن وابصة ما عاش إلى خلافة عمر بن عبد العزيز»، وهو كما ظن وقال لعله كان في الأصل: إن ابن وابصة.

## روايته للحديث
روى عدد من الأحاديث عن رسول الله ﷺ منها:
- أَخْبَرَنَا سُفْيَانُ بْنُ عُيَيْنَةَ، عَنْ حُصَيْنٍ، أَظُنُّهُ عَنْ هِلالِ بْنِ يَسَافٍ، «قَالَ: أَخَذَ بِيَدِي زِيَادُ بْنُ أَبِي الْجَعْدِ فَوَقَفَ بِي عَلَى شَيْخٍ بِالرَّقَّةِ مِنْ أَصْحَابِ رَسُولِ اللَّهِ صَلَّى اللَّهُ عَلَيْهِ وَسَلَّمَ يُقَالُ لَهُ وَابِصَةُ بْنُ مَعْبَدٍ، فَقَالَ: أَخْبَرَنِي هَذَا " أَنَّ رَسُولَ اللَّهِ صَلَّى اللَّهُ عَلَيْهِ وَسَلَّمَ رَأَى رَجُلا يُصَلِّي خَلْفَ الصَّفِّ وَحْدَهُ فَأَمَرَهُ أَنْ يُعِيدَ الصَّلاةَ»[7]
- عَنْ عَنْ مَعْمَرٍ، عَنْ عَمْرِو بْنِ دِينَارٍ، «قَالَ: دَخَلْتُ مَعَ أَبِي الشَّعْثَاءِ " الْحَمَّامَ فَطَلَيْتُهُ بِنَوْرَةٍ، فَأَدْخَلْتُ يَدَيَّ بَيْنَ رِجْلَيْهِ، فَقَالَ : " أُفْ أُفْ " وَكَرِهَ ذَلِكَ، وَوَلِيَ هُوَ عَانَتَهُ وَمَرَاقَّهُ».[8][9]
- عَنِ ابْنِ جُرَيْجٍ، « قَالَ: أَخْبَرَنِي أَبُو الزُّبَيْرِ، أَنَّهُ سَأَلَ طَاوُسًا، قَالَ: قُلْتُ: الْمَرْأَةُ تَشْتَرِطُ عِنْدَ النِّكَاحِ : أَنَا عِنْدَ أَهْلِي لا تُخْرِجْنِي مِنْ عِنْدَهُمْ، فَقَالَ: كُلُّ امْرَأَةٍ مُسْلِمَةٍ اشْتَرَطَتْ شَرْطًا عَلَى رَجُلٍ اسْتَحَلَّ بِهِ فَرْجَهَا، فَلا يَحِلُّ لَهُ إِلا أَنْ يَفِيَ، قَالَ أَبُو الزُّبَيْرِ: وسَمِعْتُ أَبَا الشَّعْثَاءِ، يَقُولُ: كُلُّ امْرَأَةٍ شَرَطَتْ عَلَى زَوْجِهَا اسْتَحَلَّ بِهِ فَرْجَهَا، فَهُوَ مِنْ صَدَاقِهَا، وقَالُوا: إِنْ شَرَطُوا: أَنَّكَ تُطَلِّقُ فُلانَةَ فَلا تَفْعَلْ، لأَنَّ النَّبِيَّ صَلَّى اللَّهُ عَلَيْهِ وسَلَّمَ نَهَى أَنْ تَسْأَلَ امْرَأَةٌ طَلاقَ أُخْرَى»[10]

- أَخْبَرَنَا ابْنُ جُرَيْجٍ، «قَالَ: أَخْبَرَنِي عَطَاءٌ، أَنَّهُ سَمِعَ أَبَا الشَّعْثَاءِ، يَقُولُ: إِنْ نَذَرَ رَجُلٌ لَيَفْعَلَنَّ شَيْئًا فَهُوَ بِمَنْزِلَةِ الْيَمِينِ مَا لَمْ يُسَمِّ النَّذْرَ»[11]
- حَدَّثَنَا أَبُو بَكْرٍ، «قَالَ: حَدَّثَنَا عَبْدُ اللَّهِ بْنُ إِدْرِيسَ، عَنْ حُصَيْنٍ، عَنْ هِلَالِ بْنِ يَسَافٍ، قَالَ: أَخَذَ بِيَدِي زِيَادُ بْنُ أَبِي الْجَعْدِ وَأَوْقَفَنِي عَلَى شَيْخٍ بِالرَّقَّةِ يُقَالَ لَهُ وَابِصَةُ بْنُ مَعْبَدٍ، فَقَالَ: صَلَّى رَجُلٌ خَلْفَ الصَّفِّ وَحْدَهُ فَأَمَرَهُ النَّبِيُّ صَلَّى اللَّهُ عَلَيْهِ وَسَلَّمَ أَنْ يُعِيدَ»[12]
- عَنِ عَنِ ابْنِ عُيَيْنَةَ، عَنْ عَمْرِو بْنِ دِينَارٍ، «قَالَ: أَخْبَرَنِي مَنْ رَأَى أَبَا الشَّعْثَاءِ يُومِئُ فِي الصَّلاةِ فِي مَاءٍ وَطِينٍ»[13]

## وفاته
ذكر ابن الأثير أن وابصة توفي في الرقة وقبره عند منارة المسجد الجامع بالرافقه، وكان له بالرقة عقب من ولده عبد الرحمن بن صخر قاضى الرقة أيام هارون الرشيد